# Naiqama Lalabalavu
Ratú Naiqama Tawake Lalabalavu, MBE (23 de diciembre de 1953) es un jefe principal de Fiyi y el actual Presidente del país desde el 12 de noviembre de 2024. Previamente sirvió como Presidente del parlamento y líder de la oposición.

## Biografía
Lalabalavu fue elegido para representar a la circunscripción abierta de Lau-Taveuni-Rotuma en la Cámara de Representantes en 1999 como candidato del gobernante Soqosoqo ni Vakavulewa ni Taukei (SVT).
Lalabalavu fue nombrado Ministro de Asuntos de Fiyianos durante el golpe de Estado de 2000.
Para cuando se celebraron las elecciones de 2001 para restaurar la democracia, se habían llevado a cabo algunas realineaciones políticas importantes. Ahora un miembro destacado de la Alianza Conservadora, un partido nacionalista que incluía a muchos partidarios y asociados de George Speight, el principal instigador del golpe de Estado de 2000, Lalabalavu ganó la circunscripción municipal de Cakaudrove East. En el gobierno de coalición que se formó posteriormente, Lalabalavu fue nombrado Ministro de Tierras y Recursos Minerales. El nombramiento fue duramente criticado más tarde por la senadora Adi Koila Nailatikau, hija del expresidente Kamisese Mara, que había sido depuesto en el golpe de Estado.
Fue Ministro de Tierras y Ministro de Recursos Minerales en el Gabinete del Primer Ministro Laisenia Qarase, pero se vio obligado a renunciar después de ser condenado por reunión ilegal y encarcelado por sus acciones durante el golpe. Posteriormente fue liberado bajo una orden de supervisión obligatoria, habiendo cumplido solo 11 días de su sentencia de ocho meses.
Después de las elecciones parlamentarias celebradas del 6 al 13 de mayo de 2006, volvió a ser Ministro de Asuntos Fiyianos, así como Ministro de Tierras y Desarrollo Provincial. Fue depuesto en diciembre de 2006 por un nuevo golpe de Estado.
Lalabalavu se postuló como candidato al Partido Liberal Socialdemócrata en las elecciones de 2014, ganando 6668 votos, el sexto candidato con mayor votación.  Después de las elecciones, fue nombrado Ministro en la sombra de Tierras y Recursos Minerales.
En mayo de 2015, Lalabalavu fue remitido al comité de privilegios por hacer comentarios despectivos sobre la presidenta del Parlamento, Jiko Luveni, en una reunión de la circunscripción. Fue suspendido del Parlamento durante dos años. El 15 de julio de 2015, Naiqama lanzó una impugnación constitucional, escuchada por el presidente del Tribunal Supremo Anthony Gates, contra la Presidenta Jiko Luveni y el Fiscal General Aiyaz Sayed-Khaiyum por su suspensión. El caso se discutió en septiembre de 2015, pero la suspensión expiró antes de que se tomara una decisión.
En junio de 2015, Lalabalavu fue elegido presidente de SODELPA. Fue reelegido en junio de 2017. 
Lalabalavu había planeado retirarse de la política, pero cambió de opinión y se presentó a la reelección en las elecciones de 2018. Fue elegido, ganando 2.165 votos.
El 22 de octubre de 2024, fue nominado por la Alianza Popular para la presidencia de Fiji. El 31 de octubre fue elegido presidente en las elecciones presidenciales de Fiyi de 2024, derrotando a Meli Tora con 37 votos a 16. Asumió oficialmente el cargo el 12 de noviembre.